# Ebavere mägi
Ebavere mägi je třetí nejvyšší vrchol Pandiverské vysočiny v Estonsku. Zdvíhá se bezprostředně severozápadně od vesnice Ebavere na území obce Väike-Maarja v estonském kraji Lääne-Virumaa. Vrchol hory má nadmořskou výšku 146 m.